# 井上昭
井上 昭（いのうえ あきら、1928年12月10日 - 2022年1月9日）は、日本の映画監督。京都府出身。京都商業学校を経て、同志社大学文学部英文科卒業。

## 来歴
1950年、大映京都撮影所に入社、助監督となる。同期には土井茂、黒田義之、池広一夫らがいる。
助監督として溝口健二、森一生、吉村公三郎らについた。井上は森から映画を撮るテクニックを、溝口から「形而上学的な情念の世界」を学んだと述べている。1960年に『幽霊小判』で監督としてデビュー。井上によるとこの作品は『悪魔のような女』を時代劇にアレンジしたものだという。監督デビュー以降も『大菩薩峠』、『釈迦』では助監督を務めた。大映在籍中に21本の作品で監督を務めた。1966年に公開された『眠狂四郎多情剣』では眠狂四郎を演じた市川雷蔵にカメラを持たせ、敵地へ向かう狂四郎の足元を自身の真上から撮影させるなど、特異な画面作りを施した。大映を退社した後はテレビを中心に活躍した。大映ではシリーズ物作品のマンネリ化を防ぐため、自分に監督が回ってきていたと回想した。
1992年に製作された田村正和主演、『子連れ狼 その小さき手に』で約23年振りに映画作品で監督を務めた。
2010年代に入り、『鬼平外伝シリーズ』（『夜兎の角右衛門』・『熊五郎の顔』・『正月四日の客』・『四度目の女房』）や『藤沢周平 新ドラマシリーズ』（『遅いしあわせ』・『冬の日』・『小ぬか雨』）（いずれも時代劇専門チャンネル）の演出を手掛ける等、80歳を超えても精力的に活動していた。
時代劇で多くの秀作を生み出した井上だが、1964年制作の『勝負は夜つけろ』『黒の凶器』（いずれも田宮二郎主演）のような現代劇の秀作も少なくない。特に『勝負は夜つけろ』については当の井上が「一番の自信作」だと語っており、同年発表の生島治郎のハードボイルド小説『傷痕の街』を「極端に誇張したモノクロの陰影、会話する人間をあえて正面ではなく画面の隅に配置する構図、スラム街を目まぐるしく動く手持ちカメラ」など、斬新な手法で映像化、和製ノワールの秀作に仕上げた。近年、映像ソフトのマーケットで過去の隠れた名作の掘り起こしが進められる中、2015年に『勝負は夜つけろ』が、2016年に『黒の凶器』がDVD化され、ノワール派の映像作家としての井上の隠れた一面が再発見されるに至った。
2022年1月9日、脳梗塞と肺炎のため、京都府京都市内の病院で死去。93歳没。時代劇専門チャンネルのオリジナル時代劇最新作『殺すな』が生前最後の監督作品となった。

## 監督作

### 映画
- 幽霊小判 （1960年）
- 潮来笠 （1961年）
- 桃太郎侍 （1963年）
- 勝負は夜つけろ （1964年）
- 黒の凶器 （1964年）
- ザ・ガードマン 東京用心棒 （1965年）
- 座頭市二段斬り （1965年）
- 酔いどれ波止場 （1966年）
- 続・酔いどれ博士 （1966年）
- 私は負けない （1966年）
- 若親分乗り込む （1966年）
- 眠狂四郎多情剣 （1966年）
- 監獄への招待 （1967年）
- 陸軍中野学校 密命 （1967年）
- 陸軍中野学校 開戦前夜 （1968年）
- 講道館破門状 (1968年)
- 秘録おんな牢 （1968年）
- 用心棒兇状旅  (1969)
- 関東おんなド根性 （1969年）
- 子連れ狼 その小さき手に （1993年）
- 陽炎IV （1998年）
- 小ぬか雨 （2017年）
- 殺すな （2022年）

### テレビドラマ
- 捜査検事（1964年、TBS・大映テレビ室） - 初のテレビドラマ演出。
- ザ・ガードマン（1965年 - 1971年、TBS・大映テレビ室）
- 悪一代（1969年、朝日放送） - 初のスタジオドラマ演出。第1話から第4話までを担当。
- 愛と死の砂漠（1971年、関西テレビ・松竹）
- 浮世絵 女ねずみ小僧（1972年、1974年、フジテレビ・C.A.L.・三船プロダクション）
- 眠狂四郎（1972年 - 1973年、関西テレビ・東映）(1、6、10、12、17、18、24、26話) - 後にテレビ朝日系列で放送されたスペシャルドラマの演出も担当している。
- 旅人異三郎（1973年、東京12チャンネル・三船プロダクション）
- 大江戸捜査網（第3シリーズ）（1973年 - 1984年、東京12チャンネル→テレビ東京・三船プロダクション→ヴァンフィル）
- 幡随院長兵衛お待ちなせえ（1974年、毎日放送・東宝・俳優座映画放送）
- 運命峠 (1974年、関西テレビ) (13、15、20話)
- 座頭市物語（1974年 - 1975年、フジテレビ・勝プロダクション）
- 影同心（1975年 - 1976年、毎日放送・東映）
- 遠山の金さん（杉良太郎主演版）（1975年 - 1977年、1979年、NET→テレビ朝日・東映）
- 逢えるかも知れない（1976年、フジテレビ・松竹）
- 新・座頭市（1976年 - 1977年、1978年、フジテレビ・勝プロダクション）
- ご存知女ねずみ小僧（1977年、フジテレビ・松竹）
- そば屋梅吉捕物帳（1979年 - 1980年、東京12チャンネル・国際放映）
- 天皇の料理番（1980年 - 1981年、TBS・テレパック）
- 鞍馬天狗（草刈正雄主演版）（1981年 - 1982年、TBS・テレパック）
- 金田一耕助シリーズ 本陣殺人事件（1983年、TBS・東阪企画）主演：古谷一行
- 鬼平犯科帳(第3シリーズ)（1991年 - 1992年、フジテレビ･松竹）
- 剣客商売（藤田まこと版）（1999年 - 2004年、フジテレビ・松竹） - 後にスペシャル版数本の演出も担当。
- ちいさこべ（2006年、NHK・仕事）
- 遅いしあわせ (2015年 BSスカパー)
- 四度目の女房 (2016年 BSスカパー)